# کامازولن
کامازولن (به انگلیسی: Chamazulene) یک ترکیب شیمیایی با شناسه پاب‌کم ۱۰۷۱۹ است. شکل ظاهری این ترکیب، مایع روغنی آبی است.